# 아타고바시역
아타고바시역(일본어: 愛宕橋駅)은 일본 미야기현 센다이시 와카바야시구 쓰치토이 1초메에 있는 센다이 시 지하철 난보쿠 선의 역이다. 역 번호는 N 12이다. 본 문서에서는 과거에 존재한 센다이 시영 전차의 아타고바시 정류장에 대해서도 기술한다.

## 역 구조
- 섬식 승강장 1면 2선의 지하역이다.
- 히로세 강의 좌안에 위치하고 있다.
- 센다이 시영 전차의 정류장은, 1933년에 개통. 1976년에 폐지되었다.

### 타는 곳
| 1 | ■ 난보쿠 선 |  | 도미자와 방면           |  |
| 2 | ■ 난보쿠 선 |  | 센다이・이즈미추오 방면 |  |

## 이용 상황
- 2015년도
  - 1일 평균 승차 인원: 2,242명[1]

| 연도 | 1일 평균 승차 인원 |
| ---- | ------------------ |
| 2002 | 1,884              |
| 2003 | 1,882              |
| 2004 | 1,892              |
| 2005 | 1,873              |
| 2006 | 1,826              |
| 2007 | 1,813              |
| 2008 | 1,783              |
| 2009 | 1,729              |
| 2010 | 1,757              |
| 2011 | 1,816              |
| 2012 | 2,025              |
| 2013 | 2,152              |
| 2014 | 2,163              |
| 2015 | 2,242              |

## 역 주변
- 쇼와 전차 거리
- 아타고바시
- 아타고 대교
- 아타고 신사
- 센다이 시립 아라마치 초등학교
- 센다이 고시지 우체국
- 센다이 시영 버스・미야기 교통 "아타고바시 역" 정류소

## 역사
- 1933년 2월 12일: 센다이 시영 전차 나가마치 선 일부 개통(아라마치 일본 적십자사 병원 앞 정류장 ~ 아타고바시 정류장)으로 시영 전차 아타고바시 정류장 개업.
- 1976년 4월 1일: 센다이 시영 전차 폐선으로 아타고바시 정류장 폐지.
- 1987년 7월 15일: 센다이 시 지하철 난보쿠 선 개통으로, 아타고바시 역 영업 개시.
- 2009년 11월 21일: 스크린도어 사용 개시.
- 2014년 12월 6일: 이쿠스카 도입[2].

## 인접역
| 센다이 시 지하철 ■ 난보쿠 선    | 센다이 시 지하철 ■ 난보쿠 선 | 센다이 시 지하철 ■ 난보쿠 선  |
| ------------------------------- | ---------------------------- | ----------------------------- |
| N 11 이쓰쓰바시 이즈미추오 방면 |                              | 가와라마치 N 13 도미자와 방면 |